# Bridgewater (Nueva Escocia)
Bridgewater es un pueblo canadiense situado en la provincia de Nueva Escocia.

## Superficie
Bridgewater tiene una superficie de 13,63 km².

## Demografía
En 2021, tenía 8790 habitantes, una densidad poblacional de 644,9 hab./km², y 4493 viviendas.